# Lac Cub
Pour les articles homonymes, voir Cub.
Le lac Cub (en anglais : Cub Lake) est un lac américain dans le comté de Larimer, dans le Colorado. Il est situé à 2 630 mètres d'altitude au sein du parc national de Rocky Mountain.